# Garrodia nereis
Garrodia nereis là một loài chim trong họ Hydrobatidae.

## Hình ảnh

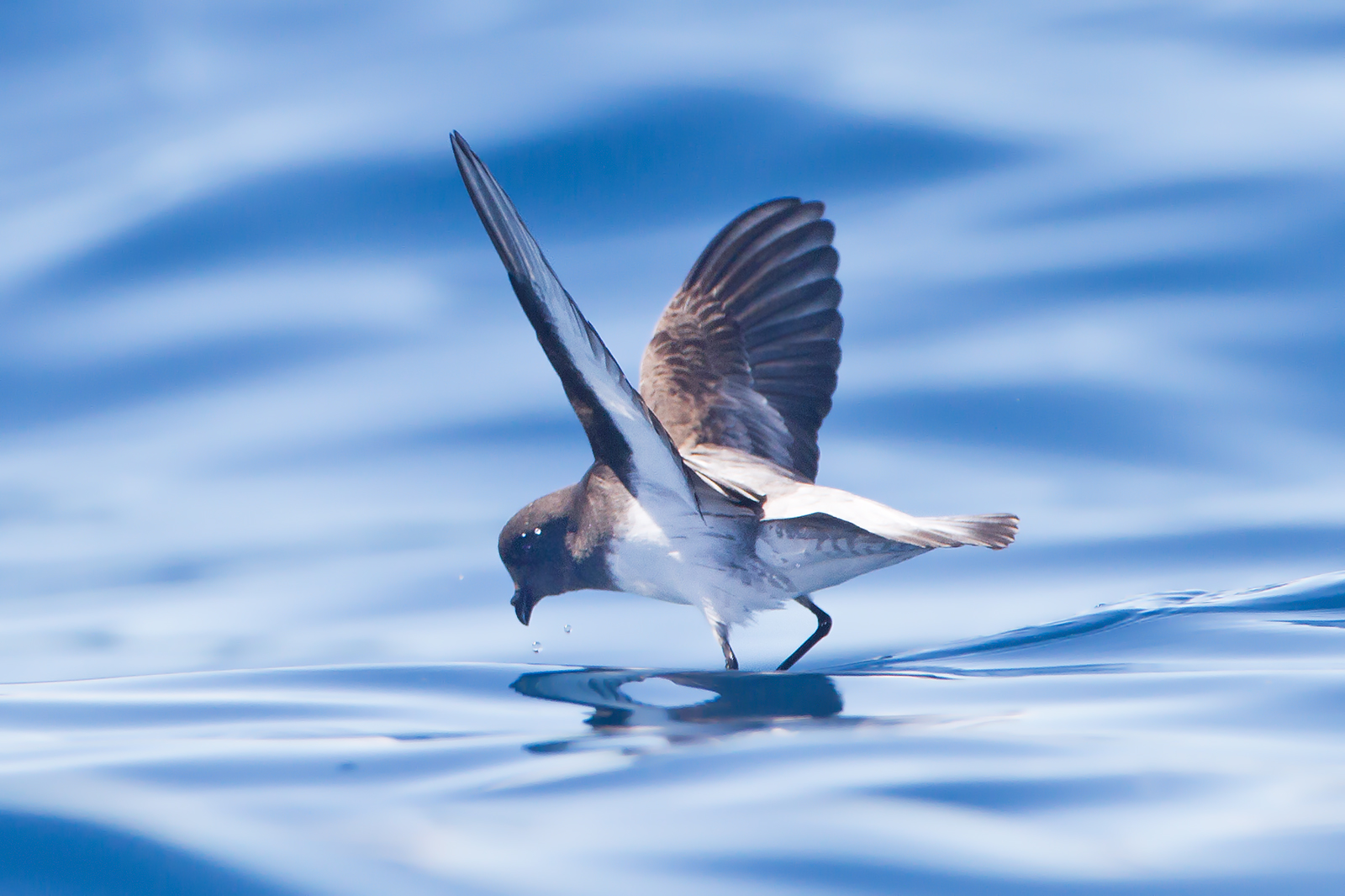
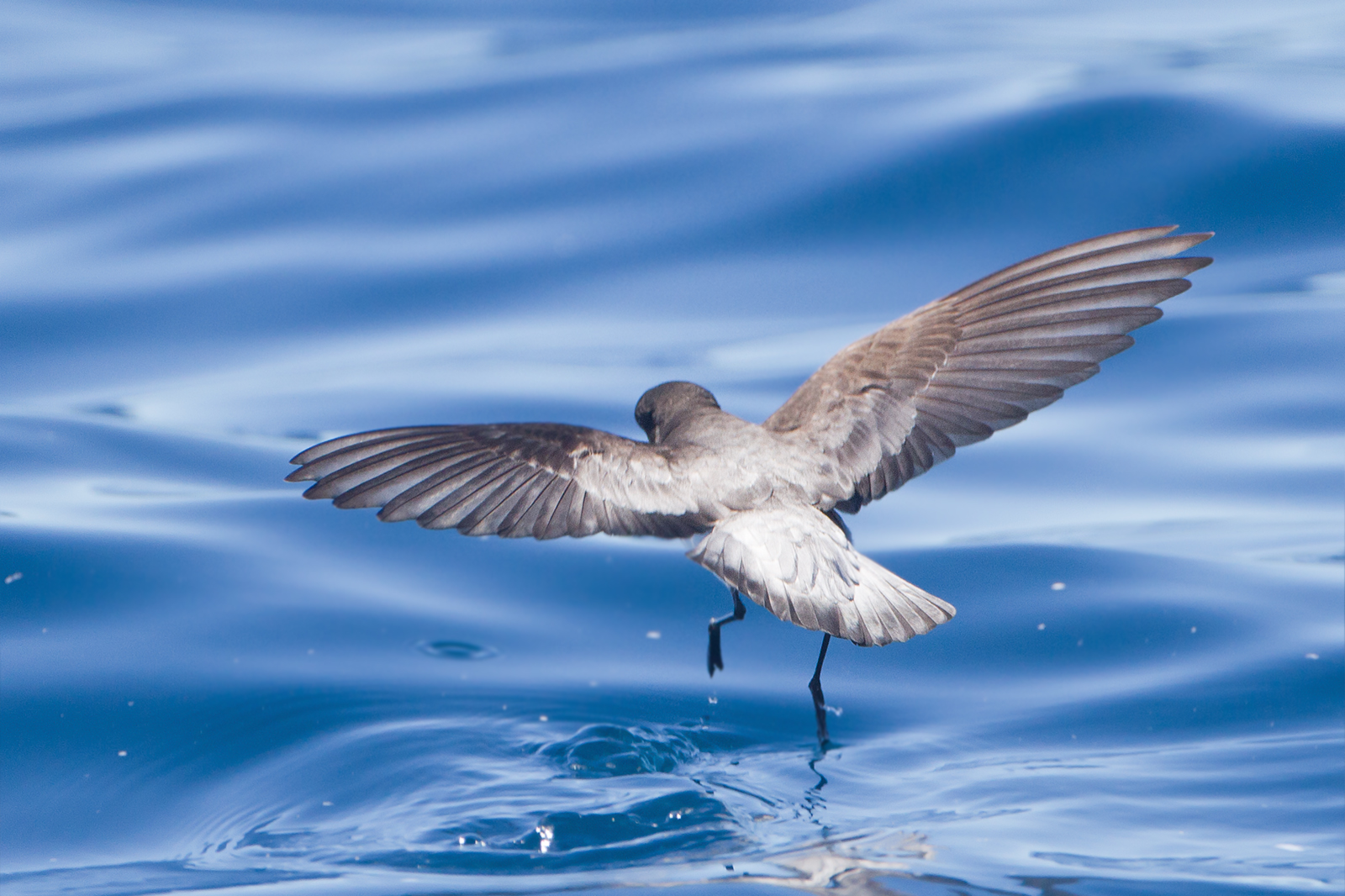